# Kąty przyległe

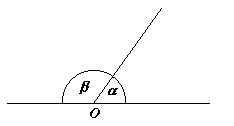
Kąty i to kąty przyległe

Kąty przyległe – kąty mające wspólne ramię, których pozostałe ramiona dopełniają się do prostej. Kąty takie tworzą razem kąt półpełny. Suma miar kątów przyległych wynosi π radianów, czyli 180° (stopni).
Z definicji wynika, że żaden kąt wklęsły nie ma kąta przyległego do siebie.